# Selección de fútbol de Kazajistán
La selección de fútbol de Kazajistán (en kazajo: Қазақстан Ұлттық футбол құрамасы, Qazaqstan Ūlttyq Futbol qūramasy) es el equipo representativo del país en las competiciones oficiales. Su organización está a cargo de la Unión de Fútbol de Kazajistán, la cual al fundarse en 1992 se integró a la AFC. No obstante, en 2002 se incorporó a la UEFA.
La selección de Kazajistán nació en 1992 al lograr la independencia tras la disolución de la Unión Soviética. Previamente los jugadores de origen kazajo competían para jugar en la Selección de la Unión Soviética.

## Historia

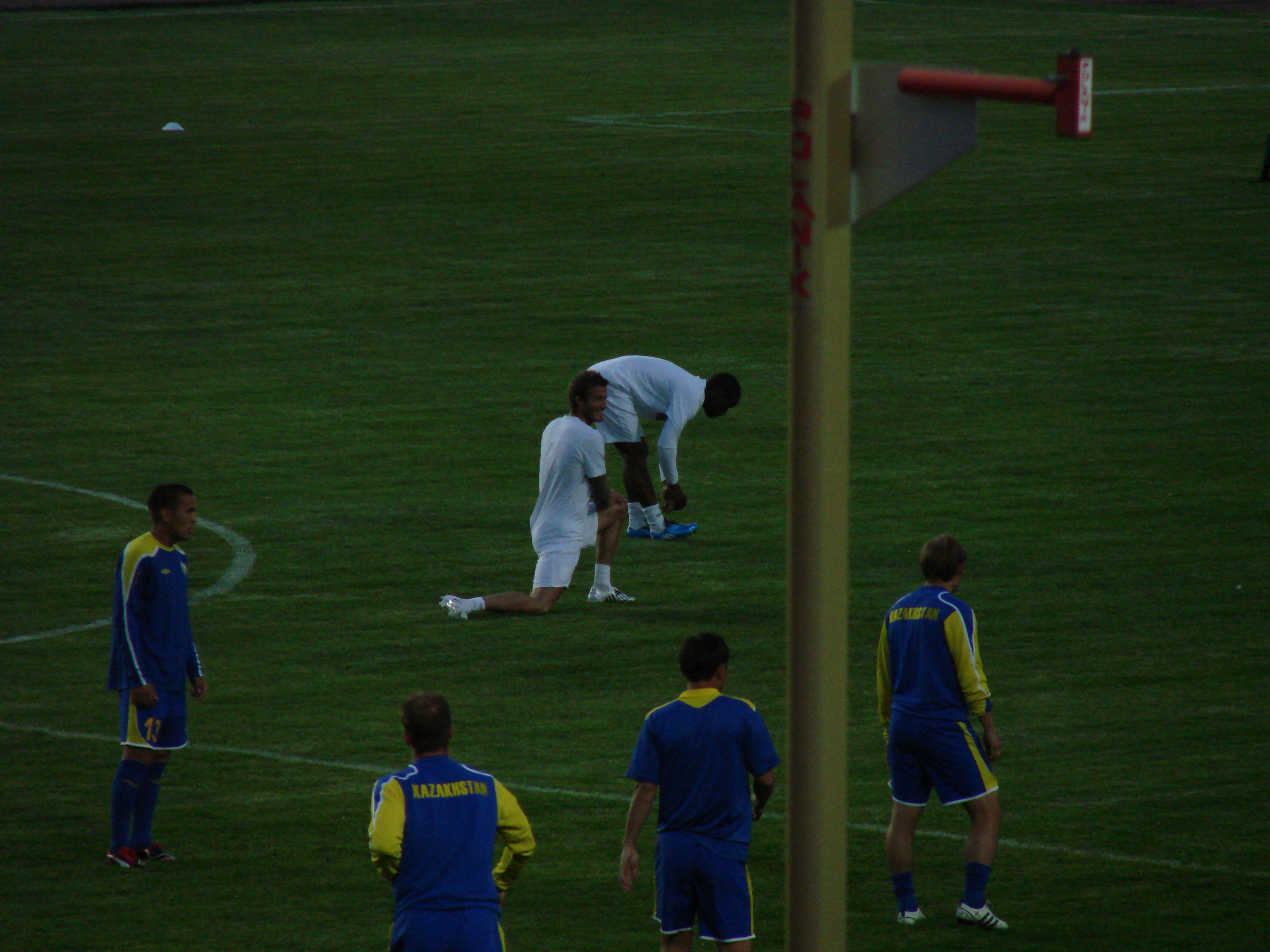
La selección de Kazajistán en un calentamiento antes de un partido.

La selección de Kazajistán jugó su primer partido en Almatý, ante la selección de Turkmenistán, donde los kazajos obtuvieron la victoria por 1-0.
Debutó en eliminatorias en el 11 de mayo de 1997 en el grupo 9 en las eliminatorias a Francia 1998, donde los kazajos golearon a Pakistán por 3-0 de locales. Luego derrotaron a Irak en Bagdad y obtuvieron el mejor resultado de su historia, un 7 a 0 a Pakistán de visitante, el 11 de junio de 1997, cumpliendo 1 mes después de su debut en eliminatorias, (y justo ante Pakistán). Tras aquello, los kazajos obtuvieron 12 puntos con 4 partidos ganados y 0 perdidos, por lo que pasaron a la última ronda invictos.
En la llegada a la segunda ronda, Kazajistán perdió todos sus partidos de visitante, ante Corea del Sur en Seúl, ante los Emiratos Árabes Unidos en Abu Dabi por 4-0, ante Japón por 5-1 en Tokio y ante Uzbekistán en Usment, por 4-0. Sin embargo los kazajos de local obtuvieron 6 puntos, derrotando a los Emiratos Árabes Unidos por 3-0 y empatando a Corea del Sur, a Japón y a Uzbekistán por característicos 1-1, cerrando su clasificación a Francia 1998.
En las clasificatorias a Corea y Japón 2002, Kazajistán fue ubicada en el grupo 6 con Irak, Nepal y Macao. Kazajistán derrotaría a Nepal por 6-0, 4-0 y a Macao por 3-0 y 5-0. Ante Irak logró 2 empates (de local y visitante) con 1-1 en ambos. Irak clasificaría a segunda ronda, aunque los kazajos mantenían los mismos puntos que Irak (14 puntos) con +18 contra los +23 de Irak, quedando eliminados de la competencia en forma invicta.
En 2002, la Unión de Fútbol de Kazajistán fue afiliada a la UEFA, donde sus clubes de fútbol y selecciones absolutas e inferiores serían parte para competiciones futuras, sin embargo no jugaría en clasificatorias UEFA hasta 2004, debido a que el sorteo de la eliminatoria a la Eurocopa de aquel año, se realizó en enero de 2002, y la entrada de Kazajistán fue después de la final de la Copa Mundial de Fútbol de 2002.
Su entrada a la UEFA hizo que la selección se debilitara debido a que el nivel de Kazajistán no es tan alto como los equipos de Europa, lo cual provocó una pésima clasificación para la Copa Mundial de Fútbol de 2006, obteniendo solo 1 punto y obtuvo su peor resultado histórico, un 0-6 ante Turquía, en Almatý, de local.
En las eliminatorias a la Eurocopa 2008, Kazajistán obtuvo un empate ante Bélgica de visitante, donde obtuvo un 0-0, y ante Azerbaiyán, con marcador de 1-1. También logró derrotar a la mundialista Serbia por 2-1 y cerró su eliminatoria derrotando a Armenia por 1-0 de visitante, obteniendo 10 puntos y evitando ser última de la eliminatoria, logrando ser sexta de octava. Fue la mejor eliminatoria de Kazajistán en la UEFA, y la segunda mejor de su historia.
En la clasificatoria a Sudáfrica 2010 los kazajos fueron ubicados en el grupo 6, junto a Andorra, Bielorrusia, Croacia, Inglaterra y Ucrania. Kazajistán solo obtuvo 6 puntos, derrotando solamente a Andorra de local y visitante. Tras aquello en la eliminatoria a la Eurocopa 2012 la selección fue última, detrás de Alemania, Bélgica, Turquía, Austria y Azerbaiyán. Logró solamente 4 puntos en los cuales fueron obtenidos en una victoria ante Azerbaiyán, y un empate histórico ante Austria, hecho que repetiría en las Clasificatorias para la Copa Mundial de Fútbol de 2014, donde obtendría 5 puntos, superando solamente a las Islas Feroe.
Tras una mala campaña para el Mundial de Brasil, Kazajistán comenzó la Clasificación para la Eurocopa 2016 con un empate ante Letonia por 0-0, contando que el resultado no estaba tan malo, contando que Letonia jugó la Eurocopa 2004. El 10 de octubre de 2014, tras ir ganando a los Países Bajos, vigentes semifinalistas del Mundial anterior, por 1-0 hasta el minuto 61, tras un gol de Renat Abdulin, los neerlandeses remontaron hasta llevarse la victoria por 3-1, dejando a los kazajos sin oportunidad.
Tras derrotas ante la República Checa y ante Islandia, la última oportunidad de Kazajistán para obtener una repesca, fue muy escasa, donde se le obligó a la selección ganar inevitablemente, sin embargo, perdieron ante los turcos, el 12 de junio de 2015 en Almatý, por 0-1, en apenas en los últimos 8 minutos de juego, por un gol de Arda Turan.
Luego de la eliminación, Kazajistán fue probando ante la República Checa de visitante, tras ir ganando 1-0, por un gol de Yuri Logvinenko, los checos remontaron en los últimos 15 minutos de juego, decepcionando de nuevo a los kazajos, por 2-1, aunque los kazajos se fueron conformes tras no salir goleados, teniendo en cuenta su nivel futbolístico, aunque empató ante la clasificada Islandia, por 0-0 de visita, el 6 de septiembre de 2015.
El 13 de octubre de 2015, el equipo kazajo derrotó a Letonia de visita en Riga, por 1-0, con gol de Islambek Kuat, consiguiendo la primera victoria de Kazajistán ante un equipo que clasificó a un torneo importante, también hizo que Turquía clasificara directo a la Eurocopa 2016.
En mayo de 2017, Kazajistán consiguió su mejor posición en la Clasificación mundial de la FIFA, en el puesto 96.º.

## Estadísticas

### Copa Mundial de Fútbol
| Copa Mundial de Fútbol | Copa Mundial de Fútbol      | Copa Mundial de Fútbol      | Copa Mundial de Fútbol      | Copa Mundial de Fútbol      | Copa Mundial de Fútbol      | Copa Mundial de Fútbol      | Copa Mundial de Fútbol      |
| Año                    | Ronda                       | J                           | G                           | E                           | P                           | GF                          | GC                          |
| ---------------------- | --------------------------- | --------------------------- | --------------------------- | --------------------------- | --------------------------- | --------------------------- | --------------------------- |
| 1930 - 1990            | Parte de la Unión Soviética | Parte de la Unión Soviética | Parte de la Unión Soviética | Parte de la Unión Soviética | Parte de la Unión Soviética | Parte de la Unión Soviética | Parte de la Unión Soviética |
| 1994                   | No participó                | No participó                | No participó                | No participó                | No participó                | No participó                | No participó                |
| 1998                   | No clasificó                | No clasificó                | No clasificó                | No clasificó                | No clasificó                | No clasificó                | No clasificó                |
| 2002                   | No clasificó                | No clasificó                | No clasificó                | No clasificó                | No clasificó                | No clasificó                | No clasificó                |
| 2006                   | No clasificó                | No clasificó                | No clasificó                | No clasificó                | No clasificó                | No clasificó                | No clasificó                |
| 2010                   | No clasificó                | No clasificó                | No clasificó                | No clasificó                | No clasificó                | No clasificó                | No clasificó                |
| 2014                   | No clasificó                | No clasificó                | No clasificó                | No clasificó                | No clasificó                | No clasificó                | No clasificó                |
| 2018                   | No clasificó                | No clasificó                | No clasificó                | No clasificó                | No clasificó                | No clasificó                | No clasificó                |
| 2022                   | No clasificó                | No clasificó                | No clasificó                | No clasificó                | No clasificó                | No clasificó                | No clasificó                |
| 2026                   | Por disputarse              | Por disputarse              | Por disputarse              | Por disputarse              | Por disputarse              | Por disputarse              | Por disputarse              |
| Total                  | 0/22                        | -                           | -                           | -                           | -                           | -                           | -                           |

### Eurocopa
| Eurocopa    | Eurocopa                                        | Eurocopa                                        | Eurocopa                                        | Eurocopa                                        | Eurocopa                                        | Eurocopa                                        | Eurocopa                                        |
| Año         | Ronda                                           | J                                               | G                                               | E                                               | P                                               | GF                                              | GC                                              |
| ----------- | ----------------------------------------------- | ----------------------------------------------- | ----------------------------------------------- | ----------------------------------------------- | ----------------------------------------------- | ----------------------------------------------- | ----------------------------------------------- |
| 1960 - 1988 | Parte de la Unión Soviética                     | Parte de la Unión Soviética                     | Parte de la Unión Soviética                     | Parte de la Unión Soviética                     | Parte de la Unión Soviética                     | Parte de la Unión Soviética                     | Parte de la Unión Soviética                     |
| 1992        | Parte de la Comunidad de Estados Independientes | Parte de la Comunidad de Estados Independientes | Parte de la Comunidad de Estados Independientes | Parte de la Comunidad de Estados Independientes | Parte de la Comunidad de Estados Independientes | Parte de la Comunidad de Estados Independientes | Parte de la Comunidad de Estados Independientes |
| 1996 - 2004 | No participó                                    | No participó                                    | No participó                                    | No participó                                    | No participó                                    | No participó                                    | No participó                                    |
| 2008        | No clasificó                                    | No clasificó                                    | No clasificó                                    | No clasificó                                    | No clasificó                                    | No clasificó                                    | No clasificó                                    |
| 2012        | No clasificó                                    | No clasificó                                    | No clasificó                                    | No clasificó                                    | No clasificó                                    | No clasificó                                    | No clasificó                                    |
| 2016        | No clasificó                                    | No clasificó                                    | No clasificó                                    | No clasificó                                    | No clasificó                                    | No clasificó                                    | No clasificó                                    |
| 2020        | No clasificó                                    | No clasificó                                    | No clasificó                                    | No clasificó                                    | No clasificó                                    | No clasificó                                    | No clasificó                                    |
| 2024        | No clasificó                                    | No clasificó                                    | No clasificó                                    | No clasificó                                    | No clasificó                                    | No clasificó                                    | No clasificó                                    |
| Total       | 0/17                                            | -                                               | -                                               | -                                               | -                                               | -                                               | -                                               |

### Liga de Naciones de la UEFA
| Liga de Naciones de la UEFA | Liga de Naciones de la UEFA | Liga de Naciones de la UEFA | Liga de Naciones de la UEFA | Liga de Naciones de la UEFA | Liga de Naciones de la UEFA | Liga de Naciones de la UEFA | Liga de Naciones de la UEFA | Liga de Naciones de la UEFA | Liga de Naciones de la UEFA |
| Año                         | L                           | G                           | Ronda                       | J                           | G                           | E                           | P                           | GF                          | GC                          |
| --------------------------- | --------------------------- | --------------------------- | --------------------------- | --------------------------- | --------------------------- | --------------------------- | --------------------------- | --------------------------- | --------------------------- |
| 2018-19                     | D                           | 1                           | Segundo lugar               | 6                           | 1                           | 3                           | 2                           | 8                           | 7                           |
| 2020-21                     | C                           | 4                           | Cuarto lugar                | 8                           | 2                           | 1                           | 5                           | 7                           | 11                          |
| 2022-23                     | C                           | 3                           | Primer lugar                | 6                           | 4                           | 1                           | 1                           | 8                           | 6                           |
| Total                       | Total                       | Total                       | 3/3                         | 20                          | 7                           | 5                           | 8                           | 23                          | 24                          |

### Copa Asiática
| Copa Asiática | Copa Asiática               | Copa Asiática               | Copa Asiática               | Copa Asiática               | Copa Asiática               | Copa Asiática               | Copa Asiática               |
| Año           | Ronda                       | J                           | G                           | E                           | P                           | GF                          | GC                          |
| ------------- | --------------------------- | --------------------------- | --------------------------- | --------------------------- | --------------------------- | --------------------------- | --------------------------- |
| 1956 - 1992   | Parte de la Unión Soviética | Parte de la Unión Soviética | Parte de la Unión Soviética | Parte de la Unión Soviética | Parte de la Unión Soviética | Parte de la Unión Soviética | Parte de la Unión Soviética |
| 1996          | No clasificó                | No clasificó                | No clasificó                | No clasificó                | No clasificó                | No clasificó                | No clasificó                |
| 2000          | No clasificó                | No clasificó                | No clasificó                | No clasificó                | No clasificó                | No clasificó                | No clasificó                |
| Total         | 0/2                         | -                           | -                           | -                           | -                           | -                           | -                           |

## Últimos partidos y próximos encuentros
Actualizado al último partido jugado el 9 de junio de 2025
| Fecha      | Ciudad   | Local               | Resultado | Visitante           | Competición                     |
| ---------- | -------- | ------------------- | --------- | ------------------- | ------------------------------- |
| 17-02-2025 | Antalya  | Kazajistán          | 0:2       | Corea del Norte     | Partido amistoso                |
| 19-03-2025 | Antalya  | Kazajistán          | 2:0       | Curazao             | Partido amistoso                |
| 22-03-2025 | Cardiff  | Gales               | 3:1       | Kazajistán          | Clasificación Copa Mundial 2026 |
| 25-03-2025 | Vaduz    | Liechtenstein       | 0:2       | Kazajistán          | Clasificación Copa Mundial 2026 |
| 05-06-2025 | Minsk    | Bielorrusia         | 4:1       | Kazajistán          | Partido amistoso                |
| 09-06-2025 | Astaná   | Kazajistán          | 0:1       | Macedonia del Norte | Clasificación Copa Mundial 2026 |
| 04-09-2025 | Astaná   | Kazajistán          | -:-       | Gales               | Clasificación Copa Mundial 2026 |
| 07-09-2025 | Bruselas | Bélgica             | -:-       | Kazajistán          | Clasificación Copa Mundial 2026 |
| 10-10-2025 | Astaná   | Kazajistán          | -:-       | Liechtenstein       | Clasificación Copa Mundial 2026 |
| 13-10-2025 | Skopje   | Macedonia del Norte | -:-       | Kazajistán          | Clasificación Copa Mundial 2026 |
| 15-11-2025 | Astaná   | Kazajistán          | -:-       | Bélgica             | Clasificación Copa Mundial 2026 |

## Uniforme

### Proveedores
| Periodo       | Proveedor   |
| ------------- | ----------- |
| 1994–1996     | Adidas      |
| 1996–1998     | Puma        |
| 1998–1999     | Grand Sport |
| 1999–2000     | Adidas      |
| 2000–2002     | Nike        |
| 2002–2003     | Umbro       |
| 2003–2004     | Nike        |
| 2004–2005     | Puma        |
| 2005–2008     | Diadora     |
| 2008–2012     | Umbro       |
| 2012–presente | Adidas      |

### Local
| 2004–2005 | 2005–2007 | 2008      | 2008      | 2008      | 2008 | 2009–2011 | 2012 | 2013 | 2014 |
| 2015      | 2016–2017 | 2018-2019 | 2020-2022 | 2023-2024 |      |           |      |      |      |

### Visita
| 2004–2005 | 2005–2007 | 2008      | 2009–2011 | 2012 | 2013 | 2014 | 2015–2017 | 2017 |
| 2018-2019 | 2020-2022 | 2023-2024 |           |      |      |      |           |      |

### Tercero
| 2009 | 2015 | 2016 | 2023 |

## Entrenadores
- Bakhtiar Baiseitov (1992)
- Baurzhan Baimukhammedov (1994)
- Serik Berdalin (1995-1997)
- Sergei Gorokhovadatskiy (1998)
- Voit Talgaev (2000)
- Vladimir Fomichev (interino) (2000)
- Vakhid Masudov (2001-2002)
- Leonid Pakhomov (2003-2004)
- Sergei Timofeev (2004-2005)
- Arno Pijpers (2006-2008)
- Bernd Storck (2008-2010)
- Miroslav Beránek (2011-2013)
- Yuri Krasnozhan (2014-2015)
- Talgat Baysufinov (2016-2017)
- Aleksandr Borodyuk (2017-2018)
- Stanimir Stoilov (2018-2019)
- Michal Bilek (2019-2020)
- Talgat Baysufinov (2020-2022)
- Andrei Karpovich (2022)
- Magomed Adiyev (2022-2024)
- Ruslan Baltiyev (interino) (2024)
- Stanislav Cherchésov (2024-2025)
- Ali Aliyev (interino) (2025-)

## Jugadores

### Última convocatoria
Jugadores convocados para los partidos contra  Gales y  Liechtenstein celebrados en marzo de 2025.
| No. | Pos. | Jugador             | Fecha de nacimiento (edad)        | Apa. | Goles | Club                |
| --- | ---- | ------------------- | --------------------------------- | ---- | ----- | ------------------- |
| 1   | POR  | Temirlan Anarbekov  | 14 de octubre de 2003 (21 años)   | 0    | 0     | Kairat              |
| 12  | POR  | Mukhammejan Seisen  | 14 de febrero de 1999 (26 años)   | 0    | 0     | Taraz               |
| 15  | POR  | Alexander Zarutsky  | 26 de octubre de 1993 (31 años)   | 0    | 0     | Kairat              |
|     | POR  | Stas Pokatilov      | 8 de diciembre de 1992 (32 años)  | 28   | 0     | Sabah               |
|     |      |                     |                                   |      |       |                     |
| 2   | DEF  | Sultanbek Astanov   | 23 de marzo de 1999 (26 años)     | 5    | 0     | Ordabasy            |
| 3   | DEF  | Nuraly Alip         | 22 de diciembre de 1999 (25 años) | 40   | 0     | Zenit               |
| 4   | DEF  | Marat Bystrov       | 19 de junio de 1992 (33 años)     | 34   | 0     | Astaná              |
| 5   | DEF  | Adilbek Zhumakhanov | 27 de diciembre de 2002 (22 años) | 1    | 0     | Elimai              |
| 6   | DEF  | Ular Zhaksybaev     | 20 de octubre de 1994 (30 años)   | 1    | 0     | Ordabasy            |
| 11  | DEF  | Jan Vorogovsky      | 7 de agosto de 1996 (28 años)     | 51   | 5     | Astaná              |
| 16  | DEF  | Yerkin Tapalov      | 3 de septiembre de 1993 (31 años) | 18   | 0     | Kairat              |
| 22  | DEF  | Aleksandr Marochkin | 14 de julio de 1990 (34 años)     | 50   | 1     | Astaná              |
|     | DEF  | Madi Khaseyn        | 17 de diciembre de 2000 (24 años) | 0    | 0     | Zhenis              |
|     |      |                     |                                   |      |       |                     |
| 7   | MED  | Serikzhan Muzhikov  | 17 de junio de 1989 (36 años)     | 27   | 2     | Elimai              |
| 8   | MED  | Askhat Tagybergen   | 9 de agosto de 1990 (34 años)     | 61   | 3     | Ordabasy            |
| 9   | MED  | Galymzhan Kenzhebek | 12 de febrero de 2003 (22 años)   | 3    | 0     | Košice              |
| 13  | MED  | Nauryzbek Zhagorov  | 1 de marzo de 1998 (27 años)      | 1    | 0     | Tobol               |
| 14  | MED  | Georgy Zhukov       | 19 de noviembre de 1994 (30 años) | 23   | 0     | Puszcza Niepołomice |
| 20  | MED  | Ramazan Orazov      | 30 de enero de 1998 (27 años)     | 30   | 1     | Silkeborg           |
| 21  | MED  | Elkhan Astanov      | 21 de mayo de 2000 (25 años)      | 19   | 1     | Astaná              |
| 23  | MED  | Islam Chesnokov     | 21 de noviembre de 1999 (25 años) | 13   | 2     | Tobol               |
|     | MED  | Dinmukhamed Karaman | 26 de junio de 2000 (24 años)     | 0    | 0     | Zhenis              |
|     | MED  | Aliyar Mukhammed    | 20 de marzo de 2001 (24 años)     | 0    | 0     | Okzhetpes           |
|     |      |                     |                                   |      |       |                     |
| 10  | DEL  | Maksim Samorodov    | 29 de junio de 2002 (22 años)     | 23   | 4     | Ajmat Grozni        |
| 17  | DEL  | Abat Aimbetov       | 7 de agosto de 1995 (29 años)     | 45   | 9     | Adana Demirspor     |
| 18  | DEL  | Dastan Satpaev      | 12 de agosto de 2008 (16 años)    | 2    | 0     | Kairat              |
| 19  | DEL  | Aybar Zhaksylykov   | 24 de julio de 1997 (27 años)     | 15   | 0     | Kaisar              |

### Más Apariciones

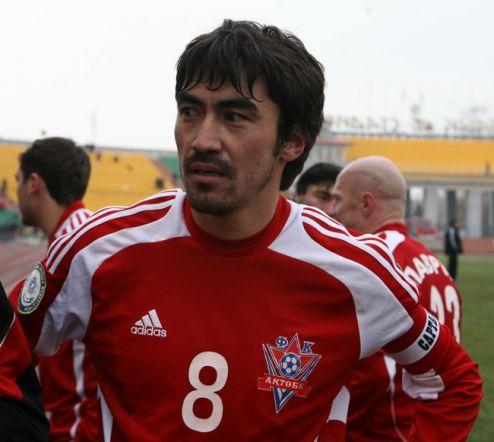
Samat Smakov es el que tiene más partidos con la selección nacional con 76.

Actualizado al 19 de noviembre de 2018. Los jugadores en Negrita continúan activos.
| # | Nombre               | Periodo   | Apariciones | Goles |
| - | -------------------- | --------- | ----------- | ----- |
| 1 | Samat Smakov         | 2000–2017 | 76          | 2     |
| 2 | Ruslan Baltiev       | 1997–2009 | 73          | 13    |
| 3 | Nurbol Zhumaskaliyev | 2001–2014 | 58          | 8     |
| 4 | Andrei Karpovich     | 2001–2014 | 55          | 3     |
| 5 | Yuriy Logvinenko     | 2008–     | 49          | 5     |
| 6 | Sergey Khizhnichenko | 2009–     | 47          | 8     |
| 7 | David Loria          | 2000–     | 46          | 0     |
| 8 | Sergei Ostapenko     | 2007–2014 | 42          | 6     |
| 9 | Azat Nurgaliev       | 2009–     | 39          | 3     |
| 9 | Dmitri Shomko        | 2011–     | 39          | 2     |

### Más Goles

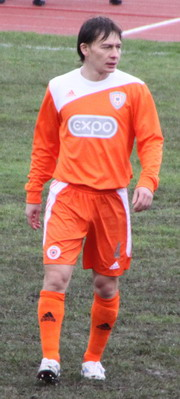
Ruslan Baltiyev es el goleador histórico de la selección nacional con 13 goles.

| # | Nombre               | Periodo   | Goles | Apariciones | Promedio |
| 1 | Ruslan Baltiyev      | 1997–2009 | 13    | 73          | 0.17     |
| 2 | Viktor Zubarev       | 1997–2002 | 12    | 18          | 0.66     |
| 3 | Dmitriy Byakov       | 2000–2008 | 8     | 33          | 0.24     |
| 3 | Sergei Khizhnichenko | 2009–     | 8     | 47          | 0.17     |
| 3 | Nurbol Zhumaskaliyev | 2001–2014 | 8     | 58          | 0.15     |
| 6 | Igor Avdeyev         | 1996–2005 | 6     | 27          | 0.22     |
| 6 | Oleg Litvinenko      | 1996–2006 | 6     | 28          | 0.21     |
| 6 | Sergei Ostapenko     | 2007–2014 | 6     | 42          | 0.18     |
| 9 | Kairat Nurdauletov   | 2003–2013 | 5     | 35          | 0.14     |
| 9 | Andrei Finonchenko   | 2003–2014 | 5     | 21          | 0.24     |
| 9 | Yuriy Logvinenko     | 2008–     | 5     | 49          | 0.10     |

## Récord ante otras selecciones
Actualizado al 22 de marzo de 2025.
| País                   | J   | G  | E  | P   | GF  | GC  | GD   | % Victoria |
| ---------------------- | --- | -- | -- | --- | --- | --- | ---- | ---------- |
| Albania                | 4   | 0  | 1  | 3   | 2   | 6   | −4   | 0%         |
| Alemania               | 4   | 0  | 0  | 4   | 1   | 14  | −13  | 0%         |
| Andorra                | 4   | 3  | 1  | 0   | 11  | 2   | +9   | 75%        |
| Armenia                | 8   | 1  | 2  | 5   | 7   | 14  | −7   | 12.5%      |
| Austria                | 6   | 0  | 2  | 4   | 0   | 12  | −12  | 0%         |
| Azerbaiyán             | 12  | 5  | 3  | 4   | 17  | 15  | +2   | 41.67%     |
| Baréin                 | 2   | 2  | 0  | 0   | 3   | 0   | +3   | 100%       |
| Bielorrusia            | 7   | 1  | 2  | 4   | 6   | 16  | −10  | 14.29%     |
| Bélgica                | 6   | 0  | 2  | 4   | 3   | 13  | −10  | 0%         |
| Bosnia y Herzegovina   | 2   | 0  | 1  | 1   | 2   | 4   | -2   | 0%         |
| Bulgaria               | 2   | 0  | 0  | 2   | 2   | 4   | −2   | 0%         |
| Burkina Faso           | 1   | 0  | 1  | 0   | 0   | 0   | 0    | 0%         |
| China                  | 3   | 1  | 0  | 2   | 2   | 5   | −3   | 33.33%     |
| Chipre                 | 4   | 0  | 1  | 3   | 4   | 8   | −4   | 0%         |
| Corea del Norte        | 2   | 0  | 1  | 1   | 0   | 2   | −2   | 0%         |
| Corea del Sur          | 2   | 0  | 1  | 1   | 1   | 4   | −3   | 0%         |
| Croacia                | 2   | 0  | 0  | 2   | 1   | 5   | −4   | 0%         |
| Curazao                | 1   | 1  | 0  | 0   | 2   | 0   | +2   | 100%       |
| Dinamarca              | 6   | 1  | 0  | 5   | 7   | 17  | −10  | 16.67%     |
| Inglaterra             | 2   | 0  | 0  | 2   | 1   | 9   | −8   | 0%         |
| Eslovenia              | 3   | 0  | 0  | 3   | 1   | 6   | −5   | 0%         |
| Estonia                | 3   | 1  | 2  | 0   | 3   | 1   | +2   | 33.33%     |
| Francia                | 2   | 0  | 0  | 2   | 0   | 10  | −10  | 0%         |
| Islas Feroe            | 4   | 1  | 1  | 2   | 6   | 7   | −1   | 25%        |
| Finlandia              | 7   | 1  | 1  | 5   | 3   | 9   | −6   | 14.29%     |
| Gales                  | 1   | 0  | 0  | 1   | 1   | 3   | −2   | 0%         |
| Georgia                | 6   | 1  | 2  | 3   | 4   | 7   | −3   | 16.67%     |
| Grecia                 | 4   | 0  | 0  | 4   | 2   | 12  | −10  | 0%         |
| Hungría                | 2   | 1  | 0  | 1   | 3   | 5   | −2   | 50%        |
| Islandia               | 2   | 0  | 1  | 1   | 0   | 3   | −3   | 0%         |
| Irán                   | 4   | 2  | 0  | 2   | 2   | 5   | −3   | 50%        |
| Irak                   | 4   | 2  | 2  | 0   | 7   | 4   | +3   | 50%        |
| Japón                  | 3   | 0  | 1  | 2   | 2   | 10  | −8   | 0%         |
| Jordania               | 2   | 1  | 0  | 1   | 1   | 2   | −1   | 50%        |
| Kuwait                 | 1   | 0  | 1  | 0   | 0   | 0   | 0    | 0%         |
| Kirguistán             | 8   | 5  | 2  | 1   | 18  | 6   | +12  | 62.5%      |
| Laos                   | 1   | 1  | 0  | 0   | 5   | 0   | +5   | 100%       |
| Letonia                | 7   | 1  | 4  | 2   | 5   | 7   | −2   | 14.29%     |
| Líbano                 | 2   | 0  | 0  | 2   | 1   | 5   | −4   | 0%         |
| Libia                  | 1   | 1  | 0  | 0   | 1   | 0   | 1    | 100%       |
| Lituania               | 3   | 1  | 1  | 1   | 4   | 3   | 1    | 33.33%     |
| Luxemburgo             | 1   | 0  | 0  | 1   | 1   | 2   | −1   | 0%         |
| Macao                  | 2   | 2  | 0  | 0   | 8   | 0   | +8   | 100%       |
| Malta                  | 1   | 0  | 1  | 0   | 2   | 2   | 0    | 0%         |
| Moldavia               | 7   | 3  | 1  | 3   | 7   | 6   | +1   | 42.86%     |
| Montenegro             | 4   | 0  | 1  | 3   | 0   | 11  | −11  | 0%         |
| Nepal                  | 2   | 2  | 0  | 0   | 10  | 0   | +10  | 100%       |
| Noruega                | 2   | 0  | 1  | 1   | 0   | 5   | −11  | 0%         |
| Países Bajos           | 2   | 0  | 0  | 2   | 2   | 5   | −3   | 0%         |
| Macedonia del Norte    | 1   | 0  | 0  | 1   | 0   | 4   | -4   | 0%         |
| Omán                   | 1   | 1  | 0  | 0   | 3   | 1   | +2   | 100%       |
| Pakistán               | 3   | 3  | 0  | 0   | 14  | 0   | +14  | 100%       |
| Palestina              | 2   | 2  | 0  | 0   | 5   | 2   | +3   | 100%       |
| Polonia                | 5   | 0  | 1  | 4   | 3   | 12  | −9   | 0%         |
| Portugal               | 3   | 0  | 0  | 3   | 1   | 6   | −5   | 0%         |
| Catar                  | 4   | 2  | 0  | 2   | 4   | 6   | −2   | 50%        |
| Irlanda                | 2   | 0  | 0  | 2   | 2   | 5   | −3   | 0%         |
| República Checa        | 2   | 0  | 0  | 2   | 3   | 6   | −3   | 0%         |
| Rumania                | 2   | 0  | 1  | 1   | 1   | 3   | −2   | 0%         |
| Rusia                  | 4   | 0  | 1  | 3   | 0   | 11  | −11  | 0%         |
| Arabia Saudita         | 2   | 0  | 0  | 2   | 0   | 4   | −4   | 0%         |
| San Marino             | 4   | 4  | 0  | 0   | 13  | 2   | +11  | 100%       |
| Escocia                | 2   | 1  | 0  | 1   | 4   | 3   | +1   | 50%        |
| Serbia                 | 2   | 1  | 0  | 1   | 2   | 2   | 0    | 50%        |
| Singapur               | 1   | 0  | 1  | 0   | 0   | 0   | 0    | 0%         |
| Eslovaquia             | 2   | 2  | 0  | 0   | 3   | 1   | +2   | 100%       |
| Suecia                 | 2   | 0  | 0  | 2   | 0   | 3   | −3   | 0%         |
| Siria                  | 4   | 0  | 1  | 3   | 1   | 8   | −7   | 0%         |
| Tayikistán             | 5   | 4  | 1  | 0   | 9   | 3   | +6   | 80%        |
| Tailandia              | 2   | 0  | 2  | 0   | 3   | 3   | 0    | 0%         |
| Turquía                | 6   | 0  | 0  | 6   | 2   | 19  | −17  | 0%         |
| Turkmenistán           | 4   | 2  | 2  | 0   | 4   | 1   | +3   | 50%        |
| Ucrania                | 6   | 0  | 2  | 4   | 6   | 12  | −6   | 0%         |
| Emiratos Árabes Unidos | 4   | 1  | 0  | 3   | 6   | 11  | −5   | 25%        |
| Uzbekistán             | 7   | 1  | 3  | 3   | 4   | 10  | −6   | 14.29%     |
| Vietnam                | 1   | 0  | 0  | 1   | 1   | 2   | −1   | 0%         |
| Total                  | 254 | 65 | 55 | 134 | 265 | 426 | −161 | 25.69%     |